# Christoph Knasmüllner
Christoph Knasmüllner (* 30. dubna 1992, Vídeň) je rakouský fotbalový záložník hrající za SK Rapid Vídeň.

## Klubová kariéra
Knasmüllner s fotbalem začal v FC Stadlau, odkud se přesunul do Austrie Vídeň. V červenci 2008 přestoupil do Bayernu Mnichov. V listopadu 2009 byl Knasmüllner povolán do rezervy Bayernu, která působila v 3. Lize, kde záhy debutoval proti Eintrachtu Braunschweig. V rezervě se okamžitě stal členem základní sestavy, a v sezoně 2010/11 byl napsán na soupisku Bayernu pro Ligu mistrů. V lednu 2011 přestoupil do Interu Milán, ale už po půl roce, kdy neodehrál jediný zápas, se přesunul do druholigového německého Ingolstadtu. Zde ale pouze paběrkoval, ve třech sezonách si připsal 20 ligových startů. Před sezonou 2014/15 přestoupil do Admiry Wacker Mödling. Zde se postupně probojoval do základní sestavy, a v podzimní části sezony 2017/18 si v 18 zápasech připsal 12 gólů, což mu vyneslo přestup do anglického druholigového Barnsley FC. V Anglii se ale neuchytil, a již po pěti měsících se vrátil do Rakouska, kde podepsal s Rapidem Vídeň.